# Strates
Strates - Matériaux pour la recherche en sciences sociales est une revue de recherche en sciences sociales créée en 1986. Elle est publiée par le Laboratoire dynamiques sociales et recomposition des espaces (Ladyss). Regroupant géographes et sociologues, la revue est aussi ouverte à des chercheurs d’autres disciplines.
Strates publie des matériaux, des réflexions sur des travaux en cours, des comparaisons avec des recherches étrangères, des débats, des éléments de méthodes, des travaux de doctorants, des jalons de recherche, des bibliographies commentées, des chronologies, cherchant ainsi à valoriser des moments importants du métier de chercheur non prisés dans l’espace habituel des publications.

## Politique éditoriale
Strates propose sur son site les articles en texte intégral de ses numéros avec un délai de publication de huit mois pour les derniers numéros. Les numéros plus anciens seront progressivement mis en ligne dans leur intégralité.
Strates est hébergée par le portail de revues scientifiques OpenEdition Journals. Elle est propulsée par le CMS libre Lodel.

## Numéros parus
- no 4 Images réfléchies
- no 5 Conjuguer stratégies et territoires ?
- no 6 La question de l'environnement : naissance d'un débat en Pologne
- no 7 Témoins du monde : Bulgarie, identités chinoises, explorer l'Île-de-France
- no 8 La question de l'environnement: recherches parallèles en Espagne et en France
- no 9 Crises et mutations des territoires
- no 10 Villageois et citadins de Grèce. L'autre et son double
- n° hors-série Parcours dans la recherche urbaine, Michel Rochefort, un géographe engagé
- no 11 Jeune recherche, la vitalité d'un laboratoire